# Minudascht
Minudascht (persisch مینودشت, DMG Mīnūdasht) ist eine Stadt in der Provinz Golestan im Iran. 

## Bevölkerungsentwicklung
| Jahr | Einwohnerzahl |
| ---- | ------------- |
| 1996 | 21.011        |
| 2006 | 26.409        |
| 2011 | 28.478        |
| 2016 | 30.085        |